# Поду-Кеїй
Поду-Кеїй (рум. Podu Cheii) — село у повіті Прахова в Румунії. Входить до складу комуни Бребу.
Село розташоване на відстані 89 км на північ від Бухареста, 36 км на північний захід від Плоєшті, 50 км на південь від Брашова.

## Населення
За даними перепису населення 2002 року у селі проживали 206 осіб, усі — румуни. Усі жителі села рідною мовою назвали румунську.